# Archidendron alatum
Archidendron alatum är en ärtväxtart som beskrevs av De Wit. Archidendron alatum ingår i släktet Archidendron och familjen ärtväxter. Inga underarter finns listade i Catalogue of Life.